# یودیف
یودیف یا جودیت نام زنی فداکار تحت عنوان کتابی به‌همین نام است که جنبهٔ داستانی دارد و از تألیفات قرن سوم تا یکم پیش از میلاد عبرانی است. در اثر فوق از جسارت دلیرانهٔ زن یهودی بنام یودیف (جودیت) سخن گفته می‌شود که میهن خویش را از شرّ اولوفرن (هولوفرنس) ستمگر، سردار بخت‌النصر، آزاد می‌سازد. بخت‌النصر در آن کتاب نه به سِمت سلطان بابل بلکه شاه نینوا یعنی آشور ظاهر می‌گردد.

## موضوع داستان
کتاب یودیف با شرح جنگ بخت‌النصر علیه ارفکشاد پادشاه ماد آغاز می‌گردد. نام آرفاکساد از شجرةالنسب اقوام که در سفر پیدایش تورات آمده، اخذ شده‌است فهرست مزبور در آغاز قرن ششم پیش از میلاد تنظیم گشته‌است [؟].
در فهرست اقوام آرپاکساد اصطلاحی است جغرافیایی. جنگ بخت‌النصر با آپارکساد از لحاظ جریان وقایع داستان کتاب یودیف کمی مبهم است و ظاهراً سبب نقل این است که آن واقعه را با پیشامدهای عصر خویش یعنی دوران آنطیوکوس چهارم پادشاه سلوکی که در خاک ماد جریان داشت، قیاس کند. لشکرکشی اولوفرن (هولوفرنس) به سرزمین یهود می‌بایست در ذهن خواننده با لشکرکشی لیسی سردار آنطیوکوس چهارم به فلسطین - سال ۱۶۷ پ.م. - تداعی معانی ایجاد کند و ظاهراً علت نوشتن داستان وطن‌پرستانهٔ مزبور نیز همین بوده‌است.